# Перколяція
Перколя́ція — технологічний процес фільтрування рідини через нерухомий шар твердої речовини (вилуговування просоченням) з метою вилучення металу (його хімічних сполук) або очищення нафтопродуктів від домішок.

## Загальний опис
При збагаченні корисних копалин (вилуговування руд, ціанування) перколяцію здійснюють з допомогою перколятора або перколяційної колони. Подрібнену руду завантажують на сітчасте дно перколятора, потім подають розчин для вилуговування (або під дно, або на поверхню), збирають розчин відповідно зверху або під дном перколятора. Як правило, перколяція проводиться з використанням 4-х послідовно працюючих паралельно з'єднаних апаратів-перколяторів, з яких постійно знаходяться в роботі 3 апарати, а в четвертому проводиться регенерація адсорбенту. Перколяцією переробляють головним чином мідні та золотоносні руди.
У фізиці перколяцією або протіканням називають загальне явище просочування рідини або газу, тобто флюїду, через пористе середовище. Із фізичним явищем пов'язана математична теорія протікання, основною задачею якої є знаходження нерозривного шляху на певній невпорядкованій ґратці.

## Виноски
1. ↑    - Bollobás, Béla; Riordan, Oliver (2006), Percolation, Cambridge University Press, doi:10.2277/, архів оригіналу за 23 вересня 2015, процитовано 17 жовтня 2013 {{citation}}: Перевірте значення |doi= (довідка)